# Baiada (distrito)
Baiada (em árabe: اﻟﺒﻴﺎﺿﺔ; romaniz.: Bayadha) é um distrito localizado na província de El Oued, Argélia, e cuja capital é a cidade de mesmo nome, Baiada. A população total do distrito era de 32 926 habitantes, em 2008.

## Municípios
O distrito consiste de uma comuna:
- Baiada